# Arturo Lezama
Arturo Lezama (1899 – 1964) è stato un politico uruguaiano.
È stato Presidente del Consejo Nacional de Gobierno (carica che sostituì quella della Presidenza della Repubblica) dal 1º marzo 1957 al 1º marzo 1958.